# Кицкое сельское поселение
Ки́цкое се́льское поселе́ние или муниципа́льное образова́ние «Ки́цкое» — упразднённое с 1 января 2020 года муниципальное образование со статусом сельского поселения в Виноградовском муниципальном районе Архангельской области.
Соответствует административно-территориальной единице в Виноградовском районе — Кицкий сельсовет.
Административный центр — посёлок Важский.

## География
Кицкое сельское поселение находилось на юге Виноградовского муниципального района, на обоих берегах реки Ваги. На юге граничило с Сюмским сельским поселением Шенкурского района, на севере — с Березниковским городским поселением и Шидровским сельским поселением. Севернее Нижней Кицы находится деревня Козлово (нежилая).

## История
В 1920 году был образован Кицкий сельсовет Усть-Важской волости Шенкурского уезда. В 1980-х годах автодорога Архангельск — Москва прошла по левому берегу реки Вага, поэтому центр сельсовета перенесли в посёлок Важский.
Муниципальное образование было образовано в 2006 году.
1 января 2020 года было упразднено Кицкое сельское поселение, а входившие в его состав населённые пункты были включены в Березниковское городское поселение.

## Население
| 2010 | 2011 | 2012 | 2013 | 2014 | 2015 | 2016 | 2017 | 2018 | 2019 |
| ---- | ---- | ---- | ---- | ---- | ---- | ---- | ---- | ---- | ---- |
| 559  | ↘555 | ↘550 | ↘536 | ↘514 | ↘498 | ↘484 | ↘466 | ↗471 | ↘467 |

## Состав сельского поселения
В состав сельского поселения входили 4 населённых пункта:
| № | Населённый пункт | Тип населённого пункта | Население |
| - | ---------------- | ---------------------- | --------- |
| 1 | Березничек       | деревня                | ↘17       |
| 2 | Важский          | посёлок                | ↘395      |
| 3 | Верхняя Кица     | деревня                | ↘93       |
| 4 | Нижняя Кица      | посёлок                | ↗37       |